# Station Szczygłowice
Station Szczygłowice is een spoorwegstation in de Poolse plaats Knurów.